# Grossesse au cours du diabète sucré
Ne doit pas être confondu avec Diabète gestationnel.
La grossesse au cours du diabète sucré est une grossesse à risque pour les femmes souffrant d'un diabète sucré (par exemple de type 1 ou de type 2). En effet, un mauvais équilibre glycémique de la mère au moment de la conception et pendant la grossesse augmente les risques de malformation fœtale.
Le diabète d'une femme enceinte diabétique préalablement à la grossesse ne doit pas être confondu avec le diabète gestationnel, une intolérance au glucose qui apparait au cours de la grossesse chez une femme sans diabète sucré connu antérieurement.

## Risques pour le fœtus
- Dès le premier jour de la conception : durant la phase d'organogenèse, un mauvais équilibre glycémique maternel, se traduisant par une hyperglycémie et une acidocétose, peut provoquer à terme des malformations congénitales.
- Aux 2e et 3e trimestres : de la même façon un déséquilibre glycémique est susceptible d'entraîner un hyperinsulinisme fœtal, avec risque de macrosomie, hypotrophie et retard de maturation pulmonaire.
- Au moment de l'accouchement : risque accru d'hypoglycémie néo-natale et macrosomie, définie par un poids de plus de 4 kg pour un terme de 40 semaines. Une macrosomie fœtale augmente les risques de traumatisme obstétrical : dystocie des épaules, fracture de la clavicule, paralysie du plexus brachial. Pour éviter ces traumatismes, l'accouchement peut être provoqué (déclenchement par tampon ou gel, puis perfusion d'ocytocine) ou bien programmé sous la forme d'une césarienne.

## Prise en charge diabétologique
Les progrès considérables réalisés dans le suivi de la grossesse des femmes diabétiques ont permis de rapprocher le taux de mortalité néonatale de celui de la population normale, et de diminuer significativement le risque de malformations.
La grossesse d'une femme diabétique doit être programmée, de façon à obtenir avant-même la conception une glycémie comprise entre 0,80 et 1,20 g/L et un taux d'hémoglobine glyquée (HbA1C) inférieure à 7 % ou autour de 6,5 % (soit une moyenne de 1,30 g/l).
Durant toute la grossesse, les mêmes objectifs glycémiques doivent être poursuivis, avec la mise en place de schémas d'insulinothérapie optimisés, soit par pompe à insuline, soit par injections sous-cutanées conventionnelles. La mesure de la glycémie doit être fréquente (au moins 6 fois par jour), soit avant chaque repas et 2h après chaque repas (glycémie préprandiale) à l'aide d'un glucomètre ou lecteur de glycémie, qui permet un auto-contrôle glycémique avec adaptation thérapeutique immédiate en fonction des résultats. 
Une femme diabétique de type 1 optimisera son traitement par insulinothérapie en vue de la grossesse en veillant avec son diabétologue à adopter le meilleur schéma et des insulines homologuées pour la grossesse. En effet, une insuline ayant reçu l'AMM (Autorisation de Mise sur le Marché) n'est pas obligatoirement homologuée pour la grossesse avant une période de 10 ans. Une femme diabétique de type 2 sera traitée également par insuline, délaissant les Antidiabétiques Oraux (ADO) lors de la préparation, lors de la grossesse et lors de l'allaitement.
La femme diabétique sera suivie une à deux fois par mois par un diabétologue pour veiller à une bonne analyse des résultats et une adaptation immédiate aux besoins en insuline. Il convient de s'adresser à un diabétologue habitué à suivre des grossesses car il est en mesure par son expérience de trouver les solutions pour équilibrer au mieux la glycémie soumise aux hormones de grossesse.

## Surveillance obstétrique
La grossesse d'une femme diabétique doit faire l'objet d'un suivi particulier, destiné à mesurer et prévenir les risques de malformations fœtales :
- Échographie précoce vers 11-12 semaines, permettant de vérifier le terme
- Échographie à 20-22 semaines, pour bilan morphologique
- Echographie cardiaque fœtale à 28 semaines
- Surveillance de la croissance fœtale (macrosomie, hypotrophie)
- Étude des flux fœto-placentaires et utérins par vélocimétrie Doppler
- Détection d'une menace d'accouchement prématuré avec en particulier le risque accru d'hydramnios (excès de liquide amniotique).
- L'accouchement est généralement déclenché avant terme. En effet, le fœtus prend du poids sur la fin de grossesse. Comme il est considéré à terme à 37 SA, une dernière échographie est parfois pratiquée afin de déterminer le mode l'accouchement, par césarienne en cas de macrosomie, ou par déclenchement à partir de 38-39 SA. De plus en plus d'équipes laissent les diabétiques accoucher le plus près possible du terme tant que l'équilibre glycémique maternel est bon.
- Le taux de césariennes pratiquées pour les diabétiques est en baisse mais continue à être plus important que pour le reste de la population dans la mesure où le déclenchement peut échouer, notamment dans le cas d'un premier enfant.